# English River (Winnipeg River)
Der English River (französisch Rivière English) ist ein Fluss im Kenora District in Zentralwest-Ontario (Kanada).
Er durchfließt den See Lac Seul, der bei Ear Falls aufgestaut wird. Ein weiterer Zufluss des Lac Seul ist der Vermilion River. Der English River fließt weiter in westlicher Richtung, nimmt den Wabigoon River auf und mündet schließlich nahe der Provinzgrenze zu Manitoba in den Winnipeg River. Der West English River Provincial Park liegt entlang dem Flusslauf zwischen Manitou Falls und der Mündung des Wabigoon River. Die Ojibway-Reservate Lac Seul, English River und Islington liegen entlang dem Flusslauf des English River.

## Wasserkraftwerke
Mehrere Wasserkraftwerke werden von Ontario Power Generation (OPG) entlang dem English River betrieben. In Abstromrichtung sind das:
| Name          | Fertig- stellung | Leistung [MW] | Anzahl Turbinen | Reservoir | Betreiber                            |
| ------------- | ---------------- | ------------- | --------------- | --------- | ------------------------------------ |
| Lac Seul      | 2009             | 12,5          | n/a             | Lac Seul  | 75 % OPG/ 25 % Lac Seul First Nation |
| Ear Falls     | 1930–1948        | 17            | 4               | Lac Seul  | OPG                                  |
| Manitou Falls | 1956–1958        | 73            | 5               | n/a       | OPG                                  |
| Caribou Falls | 1958             | 91            | 3               | n/a       | OPG                                  |

Das Lake of the Woods Control Board kontrolliert die Abflüsse im gesamten Einzugsgebiet des Winnipeg River. Dies schließt somit auch den English River und dessen Zuflüsse mit ein.
Vom Lake St. Joseph, der im Einzugsgebiet des Albany River und der James Bay liegt, werden seit 1957 jährlich 2,68 km³ Wasser zum Lac Seul und dem English River umgeleitet.